# Italienische Mafia
Die italienische Mafia, meist einfach Mafia genannt, ist eine italienische Unterform des organisierten Verbrechens. Mafia war ursprünglich die Bezeichnung für streng hierarchische patriarchale Geheimbünde Italiens, deren Ursprung im Sizilien des 19. Jahrhunderts liegen und sich von dort nach Süd- und Mittelitalien ausgebreitet haben. Die besondere sizilianische Mafia nennt sich Cosa Nostra. Bekannt sind im italienischen Bereich außerdem die neapolitanische Camorra, die kalabrische ’Ndrangheta und die apulische Sacra Corona Unita, die auch dem Mafiabegriff zugeordnet werden. Daneben existieren kleinere Gruppen wie die Stidda in Sizilien und die Casamonica-Mafia in Latium.
Der Begriff Mafia wird auch auf andere Verbrecherorganisationen aus dem Bereich der organisierten Kriminalität angewandt wie zum Beispiel die „russische Mafia“, die „albanische Mafia“, die „japanische Mafia“ (Yakuza), die „chinesische Mafia“ (Triaden) oder die amerikanische Cosa Nostra.
Die italienische Mafia im engeren Sinne operiert wie das organisierte Verbrechen insgesamt weltweit und hat Verbindungen zu anderen Mafia-ähnlichen Gruppen. Von besonderer Bedeutung ist jedoch die italienische Mafia in Deutschland, da Deutschland seit einigen Jahrzehnten als sicherster und lukrativster Rückzugs- und Investitionsort überhaupt gilt, als „Waschmaschine Europas“.

## Struktur

Mafia-Hierarchie

Die Mafia unterscheidet sich von anderen Formen der organisierten Kriminalität und kriminellen Vereinigungen in ihrer Struktur: Die Mafia sizilianischen Ursprungs besteht aus so genannten „Familien“ – wobei es sich hier nicht um Familien im engeren Sinne einer reinen Blutsverwandtschaft handelt, sondern um einen engen, streng hierarchisch gegliederten Gruppenverband aus Mitgliedern sizilianischer Herkunft – die einem Codex folgen. Dessen Regeln hat jedes Familienmitglied genau einzuhalten; Verstöße, insbesondere der Omertà, wurden in der Vergangenheit in der Regel mit brutalen Mitteln (bis hin zu Mord) geahndet.
Die Mafia ist vor allem auch eine patriarchale Organisation. Frauen haben keinen Zugang zur Hierarchie der Mafiafamilien, die Mitglieder sind ausschließlich Männer.
Jede Mafiafamilie hat ein Oberhaupt, dem jedes Familienmitglied zu absolutem Gehorsam verpflichtet ist. Diesen Anführern kann wiederum ein Oberboss („capo dei capi“ bzw. „capo di tutti i capi“, Boss der Bosse) vorstehen, der uneingeschränkte Macht über alle Familien ausübt.
Die Hierarchie der Mafia ist im Artikel Cosa Nostra beschrieben.

## Mafia-Organisationen in Italien
Italien ist bis heute in vielen Gebieten fest in den Händen der Mafia. Im Jahr 2009 wurden in Italien 586 Morde verübt, von denen 90 der Mafia zugerechnet wurden, davon 49 in Kampanien (Camorra), 19 in Sizilien (Cosa Nostra), 11 in Kalabrien (’Ndrangheta) und 7 in Apulien (Sacra Corona Unita).

### Camorra
Die Camorra operiert vorwiegend von Neapel und dem Umland (Kampanien) aus. Sie ist eine der ältesten und größten kriminellen Organisationen in Italien, sie besteht seit dem 16. Jahrhundert. Die Camorra besteht aus autonomen Clans und ist daher auch nicht wie die Cosa Nostra vertikal, sondern horizontal organisiert. Rivalisierende Clans der Camorra, die u. a. den Drogenhandel in und um Neapel beherrschen, lieferten sich einen blutigen Bandenkrieg, dem zwischen 2004 und 2005 fast 200 Menschen zum Opfer fielen. Paolo di Lauro konnte im September 2005 verhaftet werden.

### Cosa Nostra
Die Cosa Nostra ist die sizilianische Mafia. In den frühen 1980er errangen der Clan aus Corleone unter Führung von Totò Riina in einem blutigen Mafiakrieg in Palermo die Herrschaft über die Cosa Nostra. Nach der Verhaftung Riinas löste ihn bald darauf Bernardo Provenzano ab, der 2006 verhaftet werden konnte. Ob die Cosa Nostra derzeit von einem „Boss der Bosse“ wie Riina oder Provenzano kontrolliert wird, ist unklar. Die verschiedenen Mafiafamilien agieren miteinander vernetzt, agieren in ihren eigenen Territorien aber (fast) völlig eigenständig.

### ’Ndrangheta
Die kalabresische ’Ndrangheta ist eine der mächtigsten Verbrecherorganisationen Europas, deren Aktionsradius ganz Europa, Nord- und Südamerika sowie Russland und Australien umfasst. Mit geschätzten 50 Milliarden Euro Jahresumsatz (2021) gilt die ’Ndrangheta seit Mitte der 1990er Jahre als mächtigste Mafia-Organisation Europas. Wichtigste Einnahmequellen sind der Drogenhandel und die illegale Müllentsorgung, insbesondere von Giftmüll. Sie kontrolliert weite Teile des Kokainhandels in Europa und gilt als einer der größten Kokainimporteure weltweit.

### Sacra Corona Unita
Die Sacra Corona Unita ist eine erst 1983 in Apulien entstandene Mafiaorganisation.

### Stidda
Die sizilianische Stidda ist eine kleinere Mafiaorganisation, die in den 1980er Jahren im südlichen Sizilien entstand.

### Casamonica-Mafia
In Rom und Latium ist die lokale Casamonica-Mafia beheimatet.

## Aktivitäten in anderen Ländern

### Vereinigte Staaten
Die amerikanische Cosa Nostra galt wegen der zumeist sizilianischen Herkunft ihrer Mitglieder als Ableger der Mafia, obwohl es nicht geklärt ist, inwieweit sie in ihrer Anfangszeit mit der sizilianischen Mafia verbunden war; u. a. bestand über die Black Hand Gang eine Verbindung zu Vito Cascio Ferro, der wiederum den Krieg von Castellammare auslöste, indem er u. a. Salvatore Maranzano in die USA entsendet hatte. Insbesondere in dieser Auseinandersetzung setzten sich letztlich die Jungtürken (am: Young Turks) gegen die Mustache Petes durch, welche noch eine starke sizilianische Orientierung pflegten. (Wichtige Mitglieder aus den 1930er und 1940er Jahren: Al Capone, Lucky Luciano, Vito Genovese, Frank Costello; Mitglieder der 1990er: John Gotti und Sammy Gravano)

### Deutschland
Die italienische Mafia fing an, sich in den 70er Jahren in Deutschland festzusetzen, zunächst die Cosa Nostra, in den 80ern folgte die Camorra. Die Mafia wurde in Deutschland meist „folkloristisch“ verharmlost. Selbst die Morde in Duisburg 2007 wurden als inneritalienische Auseinandersetzung eines „Dorfclans“ wahrgenommen. Die Mehrheit der Deutschen glaubte noch 2017, „beim Thema Mafia gehe es um Schutzgeld und die Pizzeria um die Ecke. Das betreffe den Normalbürger nicht.“ Die Aktivitäten der Mafia, so die Deutsche Welle 2014, hätten lange Zeit als undenkbar gegolten, die Mafia sei aber ein globales, transnationales Problem geworden. Dabei sei Deutschland lange Zeit nur als „Ruhe- und Rückzugsraum der italienischen Mafia“ betrachtet worden. Man wisse aber zwischenzeitlich, „dass die verschiedenen Mafia-Gruppierungen bei uns äußerst aktiv ihren Geschäften nachgehen, und das fast ungestört.“ Gerade die äußere Ruhe und Unauffälligkeit sei die Strategie der Mafia, Deutschland als Ziel ihrer Investitionen zu sichern.
Deutschland erscheint in einer Vielzahl von Recherchen und Berichten, etwa 2011, 2014, 2017, 2018 2020 und 2021 als „Mafia-Paradies“. Roberto Saviano bezeichnete Deutschland 2016 als „Eldorado für Mafiosi“.

## Einfluss auf die Politik
Im Fall von Italien war augenscheinlich der Faschismus unter Mussolini ein Gegner der Mafia und zwar der zugleich radikalste und erfolgreichste. Durch die Anwendung der totalitären Staatsordnung gelang es hier, die Mafia innerhalb weniger Jahre bis zur Bedeutungslosigkeit zurückzudrängen. Als Kehrseite dieses Erfolges und zugleich wichtig zur Präzisierung des Phänomens Mafia tritt der Faschismus der Mafia weniger als Gegner, sondern vielmehr als ein ungleicher Konkurrent gegenüber. Diese „Mafia-Bindung“ totalitärer Staaten wird auch sichtbar, wo, im umgekehrten Fall, beim Zusammenbruch nicht-demokratischer Regime (wie den Staaten des ehemaligen Ostblocks) eine zum Teil rasante Entwicklung der Mafia zu beobachten ist. Auffällig in Erscheinung treten dabei insbesondere frühere Funktionäre aus Geheimdienst, Partei und der Staatswirtschaft.
Die Besonderheit der Mafia, also die Verschmelzung von organisierter Kriminalität und Staat, ist nur möglich in dem Maß, wie sie eine verbreitete, im Volk tief verankerte, Mentalität ausdrückt. Ihr Eindringen in die Regierung beschreibt, am Fall von Italien, Luciano Violante (in den neunziger Jahren Chef der Anti-Mafia-Kommission): „Die Mafia versucht immer mehr, direkt in die Politik einzudringen und stellt sogar ihre eigenen Kandidaten. Daher muss man die Augen offen halten und scharf reagieren“ … „Für die Mafia ist es nicht so sehr das Problem, Verbindungen mit nationalen Politikern zu finden, die Mafia will zu Geld kommen. Daher ist es für die Cosa Nostra wichtig, auch auf lokaler und regionaler Ebene Politiker in die Institutionen einzuschleusen. Alle Parteien müssten sich mit der Gefahr der Mafia-Verstrickung auseinandersetzen.“
Eine im Volk verbreitete Haltung gegen staatliche Ordnung dringt einerseits in alle Instanzen öffentlich sichtbaren politischen Lebens, andererseits organisiert sie hierarchisch gegliederte Entscheidungsgremien, einschließlich ausführender Organe. So berichtet Vincenzo Calcara vom Tag seiner rituellen Aufnahme: „Die Cosa Nostra erkennt die Autorität des Staates nicht an, zu dem sie immer im Gegensatz stand und stehen wird. Wir kümmern uns nicht um den Staat. Unsere Heimat ist die Mafia-Familie, die wir bis zum letzten Blutstropfen verteidigen müssen“.
Immer bemühte sich die Mafia um eine Verflechtung mit den gesellschaftlichen Institutionen. Von der katholischen Kirche wurde im Juni 2014 durch den neugewählten Papst diese De-facto-Tolerierung mit den Worten „Die Mafia ist die Bewunderung des Bösen, die Missachtung des Gemeinwohls“ aufgekündigt.

## Bedeutung für die Wirtschaft
Zum historischen Bezug von Mafia und Wirtschaft siehe auch: Zitrone#Sizilien: Zitronen und Mafia
Ab einem bestimmten Punkt der Akkumulation ökonomischer Ressourcen aus Kriminalität wird – in einem zweiten Schritt – der Aufbau von Strukturen zur Geldwäsche zum strategischen Ausgangspunkt der gesellschaftlichen und internationalen Weiterentwicklung von der klassischen zur modernen Mafia. Mit dem dritten Schritt, der Investition des gewaschenen Geldes streift sie die letzten Reste des Anscheins ihrer „archaischen Züge“ ab. Die Mafia infiltriert die Wirtschaft eines Landes und schließlich die internationalen Finanzmärkte als „sauberer Investor“. Geht die Infiltration weit genug, wird die Mafia in den prädestinierten Regionen zum Wirtschaftsfaktor, der den staatlich kontrollierten überragen kann.
Die Gegenleistungen der Mafia bestehen zum einen aus gemeinschaftlicher Art wie beispielsweise dem Bau von Krankenhäusern mit kostenloser medizinischer Versorgung und sonstigen sozialen Aktivitäten zum Wohle der sie unmittelbar umgebenden Umwelt, wodurch die Mafia als ernsthafter Konkurrent zu einem Staat auftritt, der soziale Gemeinschaftsleistungen entweder nicht erbringen kann oder dazu nicht gewillt ist. Derartige Aktivitäten sind etwa vom Medellin-Kartell, aber auch von Organisationen wie der Cosa Nostra und der ’Ndrangheta bekannt. Hierdurch wird die Solidarität der Bevölkerung mit der Mafia angestrebt. Weitere Gegenleistungen bestehen aus persönlicher Vorteilsverschaffung, etwa bei der Verteilung staatlicher Bauaufträge oder bei der Besetzung von Stellen im öffentlichen Dienst. Als Ergebnis der Unterminierung beobachtbar ist der wirtschaftliche und verwaltungstechnische Rückfall hinter andere Landesregionen und in Folge die Abwanderung. In Folge wiederum sind Wirtschaftshilfen üblich und damit die Stärkung der Mafia, die die Verwaltung dieser Hilfen je nach ihrem Einfluss kontrolliert.
In einem Bericht des zweitgrößten italienischen Handels- und Unternehmerverbandes „Confesercenti“, vom 22. Oktober 2007 im Corriere della Sera wird die Höhe der jährlichen Schutzgelderpressung auf 40 Milliarden Euro geschätzt. Dem Bericht zufolge sollen in Sizilien sieben von zehn Unternehmern Schutzgeld an die Mafia zahlen, in Kalabrien sind es die Hälfte aller Unternehmen.
Durch die Kooperation vieler Großunternehmen ist die Mafia in diesen Gebieten zum Monopolisten geworden. Supermärkte zahlten rund 5.000 Euro pro Jahr an die Mafia, Bauunternehmen pro Baustelle rund 10.000 Euro.

„Der Schraubstock der Mafia hat bewirkt, dass von 2004 bis 2006 rund 165.000 kommerzielle Aktivitäten eingestellt wurden und 50.000 Hotels dichtgemacht haben.“

Die Anzahl der von Schutzgelderpressung geschädigten Händler wurde 2007 auf etwa 160.000 pro Jahr geschätzt, rund 150.000 seien auch Opfer von Wucherern. Die Regierung Prodi kündigte daraufhin eine Reihe von neuen Gesetzen an, mit denen z. B. eine leichtere Enteignung von mafiabeherrschten Betrieben möglich werden soll.
Wikileaks hat einige Berichte des amerikanischen Konsuls über die süditalienischen Mafiaorganisationen aus dem Jahr 2008 veröffentlicht. Hier wird die organisierte Kriminalität als einer der wesentlichsten Faktoren genannt, um zu erklären, warum die süditalienische im Vergleich zur restlichen italienischen Wirtschaft so weit hinterherhinkt. Je nach unterschiedlichen Schätzungen sollen organisierte Verbrecherorganisationen dutzende bis zu mehreren hundert Milliarden Euro jährlich verdienen, bis zu 20.000 Menschen „beschäftigen“. Legale Wirtschaftstätigkeiten werden vor allem in Kampanien, Kalabrien und Sizilien durch Wucherei, Betrug bei der Vergabe v. a. von Bauaufträgen, sowie durch Erpressung von Schutzgeld behindert.
Eine in den letzten Jahren neu erschienene mafiöse Form, welche eine starke Verflechtung zwischen Wirtschaft und organisiertem Verbrechen darstellt, ist die so genannte Ecomafia (Ökomafia). Der Begriff, der von der italienischen Umweltschutzorganisation Legambiente erfunden wurde, bezeichnet nicht eine bestimmte Organisation, sondern viel mehr die kriminelle Tätigkeit selbst. Diese beinhaltet insbesondere illegale Geschäfte in der Entsorgungs-, Bau- und Lebensmittelwirtschaft (siehe auch: Käseskandal in Italien). In ihrem Rapport Ecomafia 2008 beziffert Legambiente den damit im Jahr 2007 in Italien erzielten Umsatz mit über 18 Milliarden Euro. Die sogenannte Ecomafia stellt einen für das organisierte Verbrechen immer wichtigeren Wirtschaftszweig dar und spielt unter anderem in der seit nunmehr 15 Jahren andauernden Müllkrise in der Region Kampanien eine entscheidende Rolle.

## Italienische Mafia in der Gegenwart
Die Macht der italienischen Mafia erscheint unbeeinträchtigt. Ihr Umsatz wird laut Planet Wissen auf 90 Milliarden Euro im Jahr geschätzt – „damit wäre die Mafia das erfolgreichste Unternehmen Italiens.“
Lohnendes „Geschäftsfeld“ ist weiterhin die kriminelle Unterwanderung von legalen Wirtschaftssektoren: der Bauwirtschaft, der Immobilienwirtschaft, der Abfallentsorgung, der Gastronomie, dem offiziellen Bank- und Finanzwesen. Die „Gewinne“ versucht die Mafia in den normalen Wirtschaftskreislauf einzubringen und so zu legalisieren.
Mit flüssigen Mitteln im Volumen von 65 Milliarden Euro hat die Mafia laut Meldung der Gruppe SOS Impresa in Zeiten der Wirtschaftskrise seit 2007 die Rolle der „Bank Nummer 1“ in Italien übernommen.
So übernehmen Mafia-Organisationen notleidende Kredite, deren Schuldner Unternehmen sind, um so bei Nichtbedienung Teilhaber der Unternehmen zu werden. Außerdem vergeben die Mafia-Organisationen selbst Darlehen an hilfsbedürftige Unternehmen, zu Wucherzinsen. Während der Covid-19-Pandemie in Italien, als Italiens größter Einzelhandelsverband Confcommercio eine Umfrage unter den mehr als 700.000 Mitgliedern abhielt, gaben mehr als 30 Prozent der befragten Unternehmer an, mit dubiosen Kreditgebern über Darlehen gesprochen zu haben.
Trotz zahlreicher wichtiger Verhaftungen bildet sich innerhalb der sizilianischen Cosa Nostra immer wieder eine neue Führungsspitze. Als aktueller mutmaßlicher Boss gilt der seit 1993 wegen Mitgliedschaft zur Mafia gesuchte Matteo Messina Denaro. Dennoch hat die Cosa Nostra (Stand 2021) gegenüber der Camorra und 'Ndrangheta an Dominanz verloren, da eben jene beiden Organisationen den Drogenmarkt weitgehend unter sich aufgeteilt haben.

## Bekämpfung

### Behörden
- Deutschland: Bundeskriminalamt, FIU
- Italien: Direzione Investigativa Antimafia (DIA), 1992 gegründet
- USA: Federal Bureau of Investigation (FBI) und DEA
- Schweiz: Bundesamt für Polizei (Fedpol)

### Prozesse
Als größter italienischer Mafiaprozess gilt der Maxi-Prozess gegen über 400 Mitglieder der Cosa Nostra. 2021 begann der Rinascita-Prozess gegen über 350 Angeklagte aus dem Umfeld der 'Ndrangheta.

### Wichtige Mafiagegner

#### Deutschland
- Mafia? Nein danke! ist ein 2007 in Berlin gegründeter Verein, der für die Gefahren sensibilisiert, die die Präsenz der italienischen Mafia-Organisationen in Deutschland mit sich bringt. Mitglieder sind unter anderem die italienische Abgeordnete Laura Garavini sowie der Journalist und Autor Sandro Mattioli, der über die Mafia in Deutschland recherchiert und berichtet.

#### Italien
- Paolo Borsellino war u. a. Staatsanwalt bei den großen Mafiaprozessen und wurde am 19. Juli 1992 von der Mafia ermordet.
- Antonino Caponnetto war leitender Richter der Untersuchungskommission, die zu dem ersten großen Mafiaprozess führte.
- Rocco Chinnici war ein sizilianischer Staatsanwalt u. a. beim ersten sogenannten Maxiprozess gegen die Mafia in Palermo. Er war Begründer des Antimafia-Pools von Palermo und Ziehvater u. a. von Paolo Borsellino und Giovanni Falcone. Chinnici wurde am 29. Juli 1983 von der Mafia ermordet.
- Carlo Alberto Dalla Chiesa war u. a. General der Carabinieri und wurde am 3. September 1982 von der Mafia ermordet.
- Gaetano Costa war leitender Staatsanwalt und wurde von der Mafia am 6. August 1980 ermordet.
- Giuseppe Diana war ein in der Camorra-Hochburg Casal di Principe geborener und dort tätiger Priester. Er setzte sich gegen die Camorra und die Omertà ein und betrieb verschiedene soziale Projekte. Landesweite Anerkennung erhielt er 1991, als er in sämtlichen Kirchen von Casal di Principe und Umgebung das von ihm verfasste Dokument „Per amore del mio popolo non tacerò“ (Aus Liebe zu meinem Volk werde ich nicht schweigen) verteilen ließ. Er wurde am 19. März 1994, seinem Namenstag, von der Camorra ermordet.
- Giovanni Falcone war u. a. Staatsanwalt bei den großen Mafiaprozessen und wurde am 23. Mai 1992 von der Mafia ermordet.
- Giorgio Boris Giuliano war ein leitender Polizeibeamter und wurde von der Mafia am 21. Juli 1979 ermordet.
- Libero Grassi war ein sizilianischer Unternehmer, der sich Anfang der 1990er Jahre öffentlich gegen die Schutzgelderpressung seitens der Mafia wehrte und damit einer der ersten überhaupt, der dieses Problem auf nationaler Ebene thematisierte. Er wurde am 29. August 1991 von der Mafia ermordet.
- Giuseppe Impastato war ein italienischer Politiker und wurde in der Nacht zwischen dem 8. und 9. Mai 1978 von der Mafia ermordet.
- Giuseppe Insalaco war ein italienischer Politiker und ehemaliger Bürgermeister von Palermo. Er trat im Juli 1984 nach nur drei Monaten von seinem Amt als Bürgermeister aus Protest gegen die in Palermo offensichtlich übliche Verstrickung zwischen Politik und Mafia zurück. Er wurde am 12. Januar 1988 von der Mafia ermordet.
- Rosario Livatino war ein sizilianischer Staatsanwalt, der als einer der ersten die Beschlagnahmung von Mafia-Vermögen als Mittel zum Kampf gegen die Mafia einsetzte. Er wurde am 21. September 1990 im Alter von knapp 38 Jahren von der Mafia ermordet.
- Piersanti Mattarella war ein italienischer Politiker und ehemaliger Präsident der Region Sizilien. Während seiner Amtszeit ab 1978 verurteilte er öffentlich die Verstrickung zwischen Politik (Regionale Ämter sowie teilweise seiner eigenen Parteikollegen) und Mafia. Er wurde während seiner Amtszeit am 6. Januar 1980 von der Mafia ermordet.
- Beppe Montana war ein sizilianischer Polizist und Leiter des für die Verhaftung von gesuchten Mafiamitgliedern zuständigen Teams der Polizeikräfte in Palermo. Zusammen mit mehreren Polizeikollegen führte er die Untersuchungen im Fall Pizza Connection. Er wurde am 28. Juli 1985 von der Mafia ermordet. Wenige Tage später, am 6. August 1985, wurden seine Arbeitskollegen Roberto Antiochia und Antonino Cassarà ebenfalls von der Mafia ermordet. Der dabei verletzte Natale Mondo wurde schließlich am 14. Januar 1988 von der Mafia ermordet.
- Leoluca Orlando ist Politiker und Jurist und war u. a. 1985–2000 Bürgermeister von Palermo, wo er mit einem vielfältigen Projekt der zivilen Erneuerung den Einfluss der Mafia im sizilianischen Alltag zurückzudrängen versuchte. Die tatsächliche Rolle von Orlando als Mafiagegner ist jedoch umstritten und war schon mehrmals, u. a. seitens Mafiajägern wie Falcone, als reine Rhetorik bezeichnet worden. So war Orlando in seiner Funktion als Bürgermeister von Palermo 1990 mit seinem Versuch, einen Gegenpol zum Antimafia-Pool zu bilden, für die damalige Spaltung im Kampf gegen die Mafia verantwortlich und geriet hierfür stark in die Kritik. Hierbei machte Orlando nicht immer mit dem tatsächlichen Ermittlungsstand übereinstimmende Aussagen zu noch laufenden Verfahren, die er als abgeschlossen bezeichnete, was zu teils heftigen, in der Öffentlichkeit ausgetragenen Wortgefechten mit dem damaligen Leiter des Antimafia-Pools Giovanni Falcone führte.[32] Mehrere gegen Orlando eröffnete Verfahren im Zusammenhang mit Korruption und Unregelmäßigkeiten bei der Vergabe von öffentlichen Aufträgen wurden archiviert.
- Salvatore Pappalardo war emeritierter Erzbischof von Palermo und wurde durch seine unerschrockenen Reden gegen die Mafia und sein Eintreten gegen das die Mafia begünstigende Schweigen bekannt.
- Pino Puglisi war ein sizilianischer Priester und ab 1990 Pfarrer im Brancaccio-Quartier von Palermo, Hochburg der Mafia, wo er sich gegen die Mafia und die Omertà einsetzte und verschiedene soziale Projekte initiierte. Er wurde am 15. September 1993, dem Tag seines 56. Geburtstags, von der Mafia ermordet.
- Roberto Saviano erhielt 2009 für sein Engagement gegen die Mafia den Geschwister-Scholl-Preis. Gerade mit seinem Tatsachenroman „Gomorrha“, für den er über einen einflussreichen Mafia-Clan verdeckt recherchierte, erlangte er Weltruhm. Dies brachte ihm aber auch zahlreiche Morddrohungen seitens der Mafia ein.
- Giovanni Spampinato
- Cesare Terranova war u. a. leitender Staatsanwalt und wurde am 25. September 1979 von der Mafia ermordet.

#### Schweiz
- Carla Del Ponte ist eine Schweizer Juristin; sie war ab 1981 Staatsanwältin des Kantons Tessin und von 1994 bis 1999 Schweizer Bundesanwältin. In diesen beiden Funktionen war sie u. a. in Zusammenarbeit mit Giovanni Falcone im Kampf gegen die Geldwäsche und das organisierte Verbrechen tätig.

#### Vereinigte Staaten
- Joseph Pistone war ein verdeckt arbeitender FBI-Agent, durch den eine New Yorker Mafia-Familie enttarnt werden konnte.
- Eliot Ness war u. a. Finanzbeamter in Chicago zu Zeiten der Alkoholprohibition.
- Rudy Giuliani hatte großen Erfolg bei der Bekämpfung der fünf New Yorker Familien zu Beginn der 1980er Jahre. Es gelang ihm als leitenden Distriktstaatsanwalt für New York City, vier der fünf Familienoberhäupter zu teilweise lebenslangen Haftstrafen verurteilen zu lassen. Sein Engagement im Kampf gegen die Mafia, auch später als Oberbürgermeister von New York City, soll auch darauf begründet sein, dass sein Vater, ein Einwanderer aus Norditalien, einst ein Geschäft aufgrund von Repressalien der Mafia aufgeben musste.

## Filme und Filmdokumentationen
- Gemeinsam gegen die Mafia. Dokumentation, Frankreich, 58 Min., Buch: Éric Jozsef, Regie: Jorge Amat, Produktion: ARTE France, Coup d’Œil, Erstsendung: 16. Dezember 2008
- Die Drachentöter von Sizilien. Bürger trotzen der Mafia. Fernseh-Reportage, 2008, 30 Min., Buch und Regie: Karl Hoffmann und Werner Zeppenfeld, Produktion: WDR, Erstsendung, 27. November 2008, Inhaltsangabe (Memento vom 3. Februar 2009 im Internet Archive) des WDR
Porträt zweier Mafiagegner in der konservativen sizilianischen Kleinstadt Gela: der kommunistische Bürgermeister Rosario Crocetta und der Fernseh-Journalist Pino Maniaci, der mit dem kleinen Fernsehsender Telejato[33] und mit Hilfe seiner Familie täglich Berichte über die Mafia sendet.
- Das Gift der Mafia und das europäische Gesetz des Schweigens (85 Min.), arte, Sendung am 24. Oktober 2017, Angaben zum Film, YouTube
- Spielfilme: Liste von Mafiafilmen